# Internationella konventionen om medborgerliga och politiska rättigheter

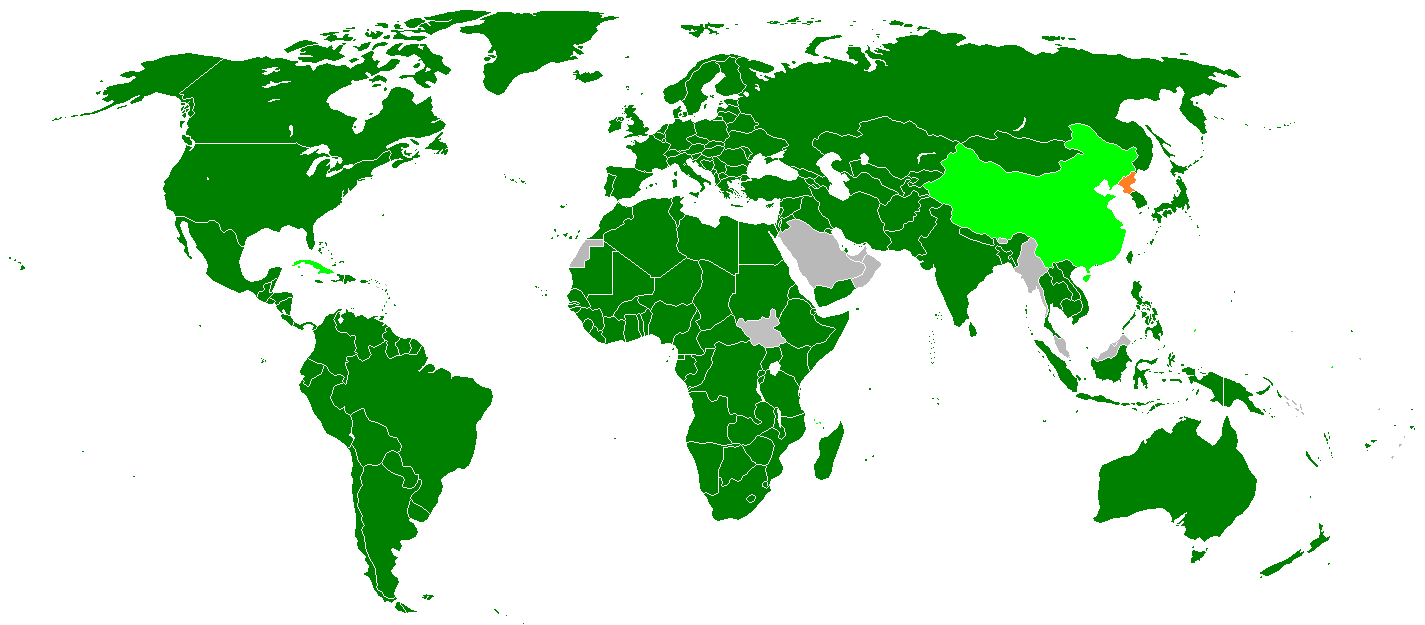
Konventionens medlemsländer: medlemmar i grönt, icke-medlemmar i grått

Internationella konventionen om medborgerliga och politiska rättigheter (engelska: International Covenant on Civil and Political Rights, ICCPR), även känd som FN:s konvention om medborgerliga och politiska rättigheter, är ett FN-traktat som behandlar medborgerliga rättigheter, baserat på FN:s allmänna förklaring om de mänskliga rättigheterna. Det påbörjades 1966 och trädde i kraft den 23 mars 1976. Det förpliktar staterna som undertecknar den att respektera individens medborgerliga och politiska rättigheter, inklusive rätten till liv, rätten till privatliv, religionsfrihet, yttrandefrihet, mötesfrihet, rösträtt och rätten till en rättvis rättegång. I december 2021 hade konventionen 74 underskrifter och 173 deltagande länder. Konventionen om medborgerliga och politiska rättigheter är tillsammans med konventionen om ekonomiska, sociala och kulturella rättigheter en del av FN:s allmänna förklaring om de mänskliga rättigheterna.  Konventionen har även två fakultativa protokoll. Det ena protokollet handlar om avskaffandet av dödsstraff. FN:s kommitté för mänskliga rättigheter vakar över att konventionen respekteras.